# 蘭開斯特 (紐約州村)
蘭開斯特（英語：Lancaster）是位於美國紐約州伊利縣的村。

## 人口
根據2020年美國人口普查的數據，蘭開斯特的面積為7.13平方千米，當中陸地面積為7.04平方千米，而水域面積為0.09平方千米。當地共有人口10027人，而人口密度為每平方千米1,406人。